# Жук-самітник
Жук-самітник (Osmoderma barnabita) — вид жуків з родини пластинчастовусих (Scarabaeidae). Поширений у смузі листяних лісів Європи. Раритетний вид, занесений до Червоної книги України та ряду інших природоохоронних документів.

## Опис
Тіло велике, масивне, 22—35 мм. Забарвлення чорно-рудувате, блискуче, з бронзовим або зеленуватим відблиском. Передньоспинка в самців з глибокою, а в самиць з плоскою поздовжньою борозенкою і двома дрібними горбиками перед серединою.

## Поширення
Вся зона листяних лісів Європи на північ до межі поширення дуба (південна Швеція — Фінляндія), південна межа в Україні проходить від гирла Дунаю (Ізмаїл) на Бендери, через південь Вінницької, Кіровоградську області, Полтаву, по середній течії річки Сіверський Дінець (Святогірськ) і далі на схід до Саратова.. Рідкісний вид, зустрічається поодинокими особинами.

## Особливості біології
Стаціями цього виду в Україні є широколистяні ліси. Тримається здебільшого дуплистих дерев, переважно в нижніх ярусах лісів. Вдень ховається по гнилих дуплах яблунь, груш, дубів, найчастіше осокорів. Літають надвечір та вночі, інколи прилітають на світло. Комахи активні в серпні—вересні. Фітофаг, живиться соком, який витікає з дерев. Личинки розвиваються за рахунок гнилої деревини листяних порід. Генерація виду в Україні — не менше 2—3 разів.

## Охорона
Раритетний вид комах, занесений до Червоної книги України (охоронна категорія: вразливий вид), а також до Червоного списку МСОП (вид, близький до стану загрози зникнення) , Європейського Червоного списку (зникаючий вид), Бернської конвенції (Додаток ІІ: види, що потребують особливої охорони) та Резолюції 6 цієї ж конвенції. Жук-самітник також занесений до Червоних списків/книг багатьох країн Європи.
Зникає внаслідок санітарних вирубок лісу, застосування пестицидів у лісових масивах. Вид розмножується та розвивається в неволі.

## Систематика
Видова належність східноєвропейських жуків-самітників є дискусійною. На території Європи різні дослідники виділяють 3 або 4 види жуків роду Osmoderma, серед яких O. coriarium, O. barnabita, O. eremita, O. cristinae, O. lassalei.